# Artigas (Montevideo)
Artigas ist ein mittlerweile in Pocitos aufgegangenes Barrio von Montevideo, Uruguay.
Das im Nordwesten von Pocitos befindliche rund 70.000 m² umfassende montevideanische Stadtviertel Artigas wurde 1884 durch Francisco Piria gegründet. Die Abgrenzung erfolgte durch den Ingenieur Aquiles Monzani. Zum Viertel gehören die Anfang des 20. Jahrhunderts als San Martín, Bolívar, Sucre, Lavallejas, Washington und Pública (Muchas Puertas) benannten Straßen. Zu Beginn des 20. Jahrhunderts handelte es sich beim Barrio Artigas um ein überwiegend von Arbeitern und Bauern bewohntes Viertel. Im „Plano General del Pueblo de los Pocitos“ wurde Artigas 1888 ebenso wie die zwischen dem Arroyo Pocitos Grande und Arroyo Pocitos Chico gelegenen Barrios Víctor Manuel, Fortuna und Caprera mit in das Barrio Pocitos einbezogen.